# Schmale Heide

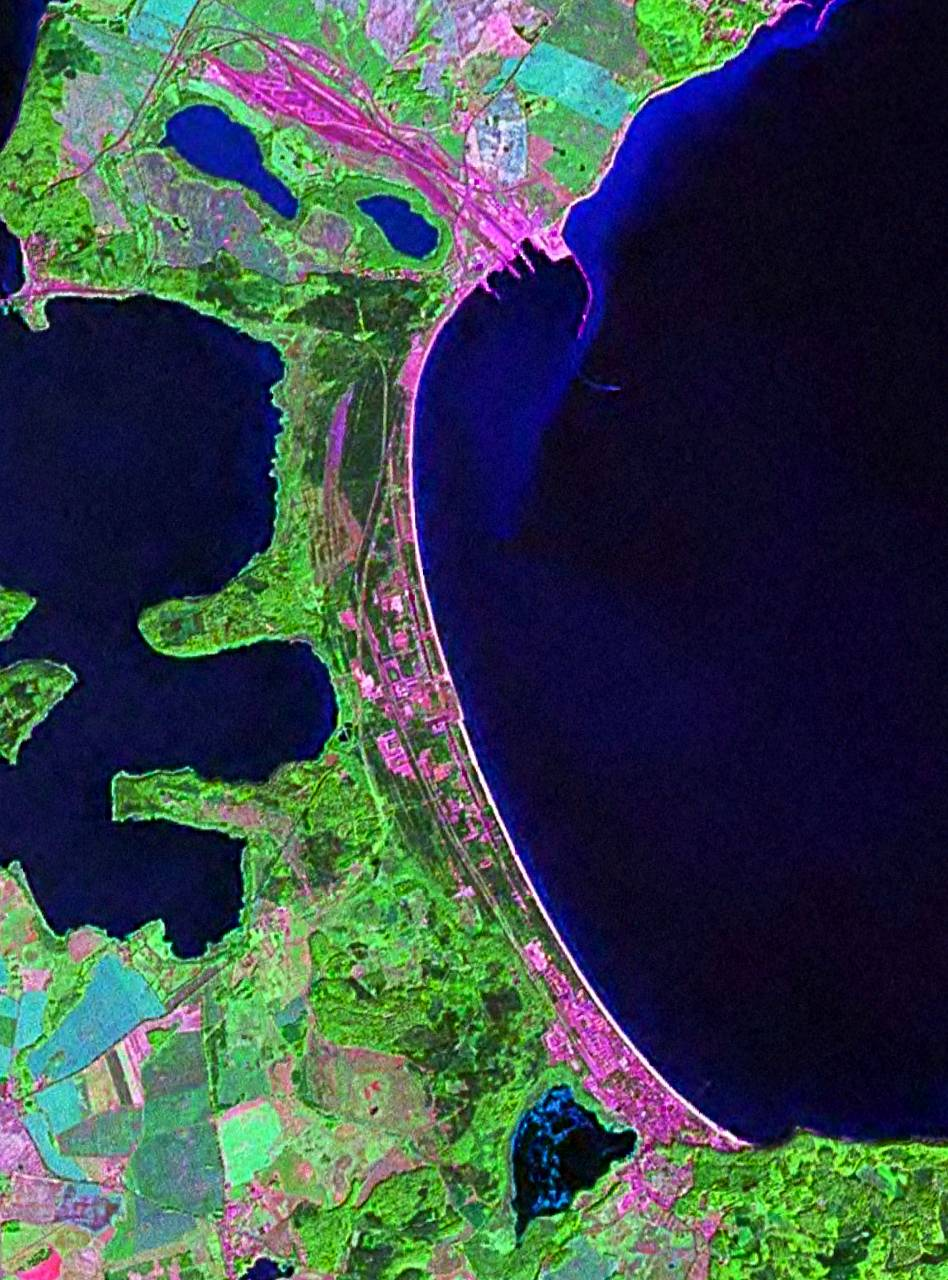
Satellitenaufnahme:
Oben Fährhafen Sassnitz,
unten Ostseebad Binz

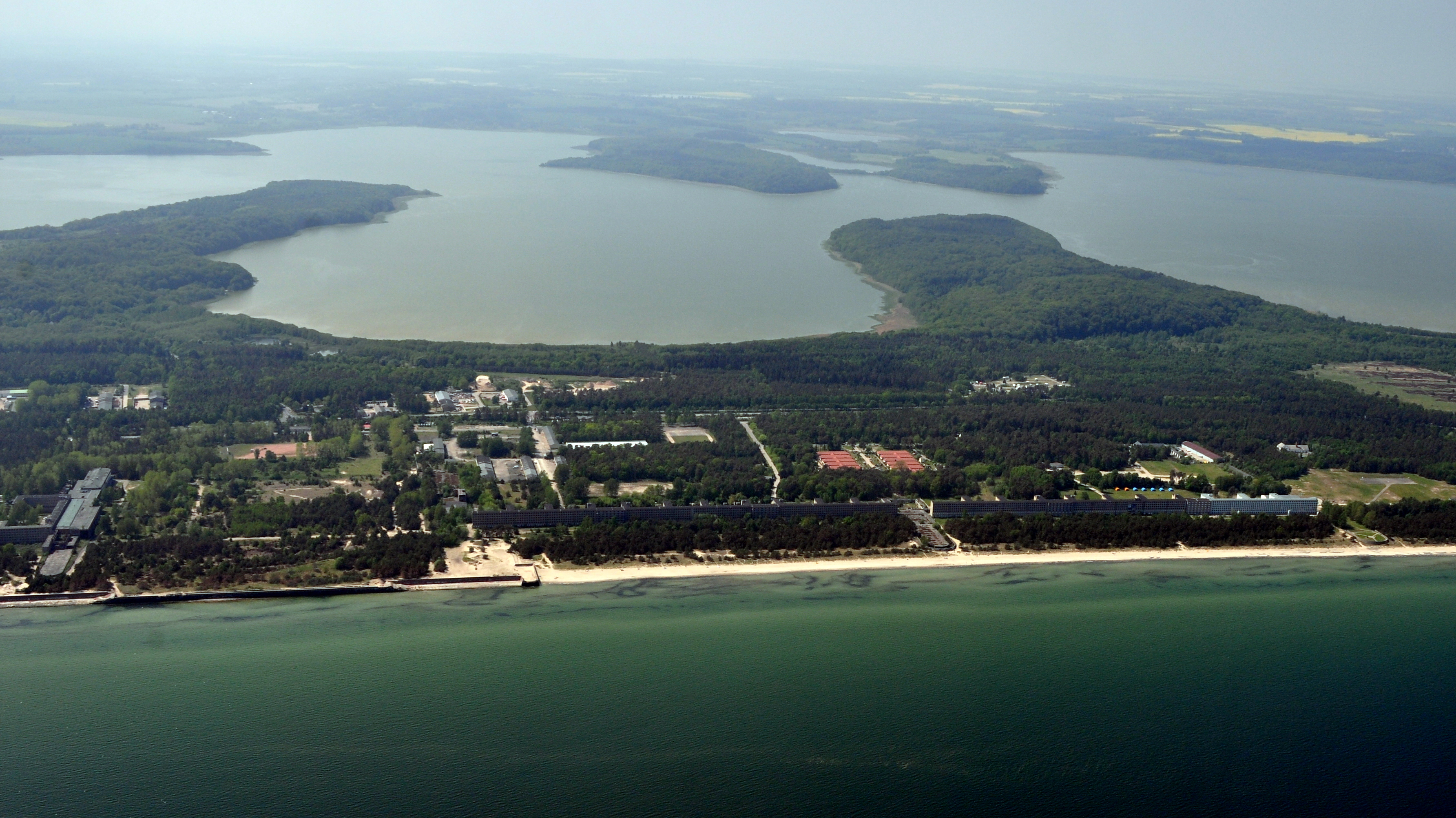
Luftaufnahme, seeseitiger Blick auf die Schmale Heide mit Prora

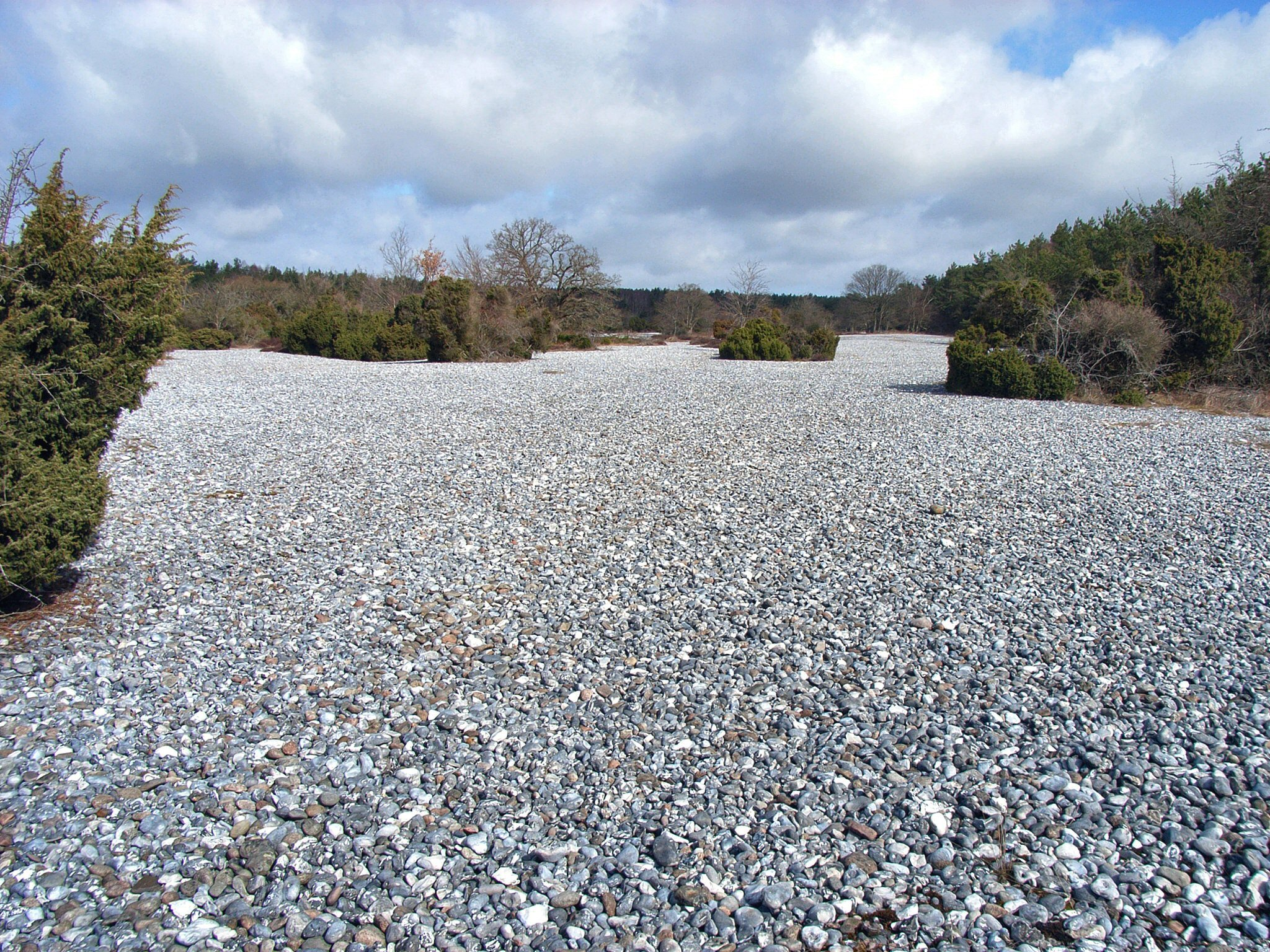
Feuersteinfelder bei Neu Mukran im Nordteil der Schmalen Heide

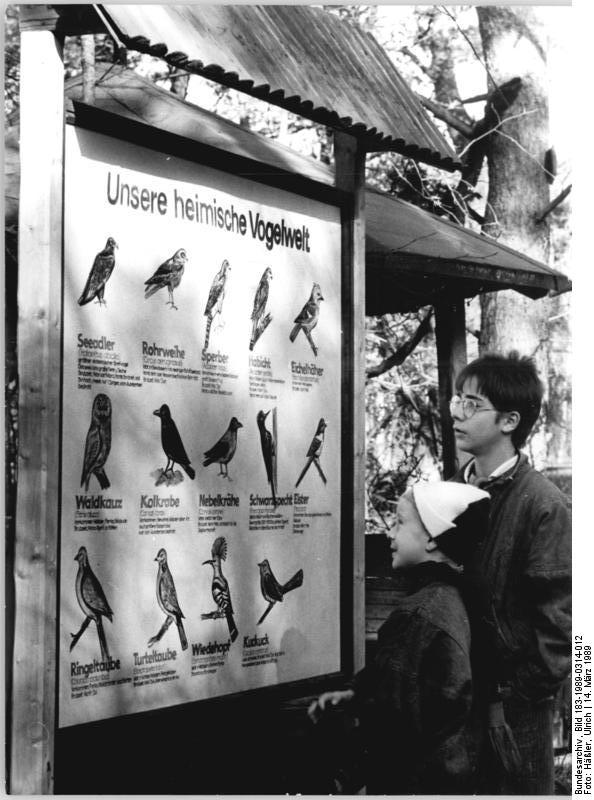
Schautafel, März 1989

Die Schmale Heide ist eine 9,5 Kilometer lange und etwa zwei Kilometer breite Nehrung zwischen dem Ostseebad Binz und der Ortschaft Neu Mukran bei Sassnitz auf der Insel Rügen. Sie liegt auf dem Gebiet der Gemeinde Binz und wird im Nordwesten vom Kleinen Jasmunder Bodden und im Osten von der Prorer Wiek begrenzt.

## Entstehung
Die Gestaltung der stark gegliederten Küstenlinien Rügens war ein Wechselspiel von Meeresspiegelschwankungen und Landhebungsprozessen nach der letzten Eiszeit (Weichseleiszeit).
Man geht davon aus, dass das Gebiet der heutigen vorpommerschen Ostseeküste nach dem letzten eiszeitlichen Gletschervorstoß (Nordrügen-Ostusedomer Staffel) seit etwa 13 000 Jahren eisfrei, aber weiträumig Festland war. Der Spiegel der Weltmeere lag eiszeitbedingt erheblich niedriger als heute. Vor rund 9000 Jahren staute sich ein Schmelzwassersee (der Ancylus-Großsee) auf, der einen maximalen Meeresspiegel von acht Meter unter NN erreichte. Dieser floss aber nach einem Gesamtzeitraum von etwa 1000 Jahren teilweise rasch in das Weltmeer ab, was zu einer erneuten Festlandphase führte (Ancylus-Regression). Erst vor 8000 Jahren begann – nach einem allgemeinen Anstieg der Weltmeere – der Meeresspiegel im Ostseebecken durch Überflutung der Landbrücke zwischen Dänemark und Skandinavien rasch um 15 m zu steigen (Litorinameer) und erreichte vor 5500 Jahren fast den heutigen Stand.
Seit dieser Zeit schwankte der Meeresspiegel nur noch um ein bis zwei Meter und ein Küstenausgleichsprozess setzte ein, der bis heute anhält. Hierbei werden insbesondere die Kliffküsten Rügens durch Brandung und Meeresströmung abgetragen und die Sedimente als Sand und Geröll zwischen den Inselkernen als Nehrungen und Haken wieder abgelagert.
Die Schmale Heide liegt in einem alten Gletscherzungenbecken zwischen den Inselkernen Jasmund und Granitz. Wie geologische Bohrungen bei Prora in der Mitte der Nehrung belegen, hat hier bereits die Brandung des Ancylus-Großsees eine elf Meter hohe Sedimentschicht abgelagert, die später durch das Litorinameer noch einmal um weitere zehn Meter erhöht wurde. Hierbei lagerte sich ein Strandwall vor dem anderen ab, wodurch die Nehrung der Schmalen Heide ihre heutige Breite von ca. zwei Kilometern erreichte. In Zwischenphasen bestand das durch Strömung und Brandung abgelagerte Material – in stärkerem Maße als heute – aus Feuersteinknollen, die aus den Kreidekliffs der Halbinsel Jasmund ausgewaschen wurden. Dies führte zur Entstehung der einzigartigen Feuersteinfelder bei Neu Mukran im Norden der Schmalen Heide, die schon seit 1935 unter Naturschutz stehen.

## Naturschutzgebiete
Der Schutzzweck des Naturschutzgebietes Schmale Heide und Feuersteinfelder besteht vor allem in der Erhaltung der ca. 14 offen liegenden Feuersteinwälle auf einer Fläche von 2000 × 200 m. Um die sich dort ausbreitende Vegetation zurückzudrängen, wurden bereits Mitte des 19. Jahrhunderts Teile der Feuersteinfelder eingezäunt und mit Wild besetzt, welches durch Verbiss der Verbuschung entgegenwirken sollte, nachdem um 1840 die Schmale Heide mit Kiefern aufgeforstet worden war. Von Mitte der 1970er Jahre bis Anfang der 1990er Jahre wurde dies unter Einsatz von Europäischen Mufflons erneut versucht. Zurzeit sind die Feuersteinfelder in ihrer gesamten Ausdehnung frei zugänglich.
Östlich der Feuersteinfelder ist 1994 ein neues Naturschutzgebiet Schmale Heide und Feuersteinfelder – Erweiterung entstanden, welches dem Schutz des Dünenbereichs in Strandnähe dient, in dem eine teils aus seltenen Pflanzen bestehende Vegetation gedeiht. In diesem Gebiet dürfen zum Schutz der empfindlichen Dünenvegetation die gekennzeichneten Wege nicht verlassen werden.

## Einflüsse auf die Landschaft
Die Landschaft der Schmalen Heide ist – im Gegensatz zur Schaabe – seit den 1930er Jahren durch den Bau des KdF-Seebads Rügen in Prora und eine sich daran anschließende jahrzehntelange militärische Nutzung mit der dazugehörigen Infrastruktur entscheidend geprägt worden. Neben dem ca. fünf Kilometer langen Gebäudekomplex entlang der Prorer Wiek, der überwiegend als Kaserne diente, wurden auch große Teile der Heidelandschaft und der Prora, einer bewaldeten Hügelkette im südlichen Teil der Schmalen Heide, als militärische Übungsplätze und zur Errichtung von Munitionslagern, Fahrzeughallen und -werkstätten genutzt.
Der seit Anfang der 1990er Jahre wieder zugängliche Strand an der Prorer Wiek hat seine Beliebtheit als Badestrand zurückerlangen können.